# Wanda Stankiewicz-Szymczak
Wanda Stankiewicz-Szymczak (ur. 4 marca 1954 w Warszawie) – polska lekarka, otolaryngolog, doktor habilitowana nauk medycznych, profesor Wydziału Nauk o Zdrowiu Akademii Mazowieckiej w Płocku.

## Życiorys
Ukończyła VI Liceum Ogólnokształcące im. Tadeusza Reytana w Warszawie (1973) i studia medyczne na Wydziale Lekarskim Akademii Medycznej w Warszawie (1979, dyplom lekarski z wyróżnieniem). 1 stycznia 1991 roku uzyskała stopień naukowy doktora nauk medycznych na podstawie rozprawy Ocena zaburzeń ilościowych i czynnościowych limfocytów T w nawracających infekcjach górnych dróg oddechowych oraz próba ich immunorekonstrukcji przy pomocy preparatu TFX-Polfa (specjalność: otolaryngologia), obronionej w Akademii Medycznej w Warszawie, a 29 października 2008 roku habilitowała się w Instytucie „Centrum Zdrowia Matki Polki” zakresie medycyny na podstawie pracy Zaburzenia immunoregulacyjne w przewlekłym zapaleniu zatok przynosowych – znaczenie kliniczne i terapeutyczne (specjalność: otolaryngologia).
Profesor Wydziału Nauk o Zdrowiu Akademii Mazowieckiej w Płocku. Wcześniej pracownik Kliniki Otolaryngologicznej Akademii Medycznej w Warszawie i Kliniki Otolaryngologicznej Centralnego Szpitala Klinicznego Wojskowej Akademii Medycznej w Warszawie oraz profesor Wojskowego Instytutu Higieny i Epidemiologii im. gen. Karola Kaczkowskiego i Państwowej Szkoły Wyższej im. Papieża Jana Pawła II w Białej Podlaskiej. Specjalizuje się w zastosowaniach immunologicznych metod diagnostyki, profilaktyki i terapii w klinice niedoborów odpornościowych występujących w chorobach uszu, gardła, krtani, nosa i dróg oddechowych.